# باريس تورز 2012
باريس تورز 2012 (بالفرنسية: Paris-Tours 2012)‏ هو سباق دراجات هوائية، وهو الموسم رقم 106 من باريس تورز، وأقيم في 7 أكتوبر 2012 ضمن سباقات طواف أوروبا للدراجات 2012.
فاز بالمركز الأول ماركو ماركاتو، وبالمركز الثاني Laurens De Vreese ‏، وبالمركز الثالث نيكي تيربسترا.

## الفائزون
| الترتيب | الفائز             |
| ------- | ------------------ |
| الفائز  | ماركو ماركاتو      |
| الثاني  | Laurens De Vreese ‏ |
| الثالث  | نيكي تيربسترا      |